# Kaiser-Friedrich-Denkmal (Aachen)

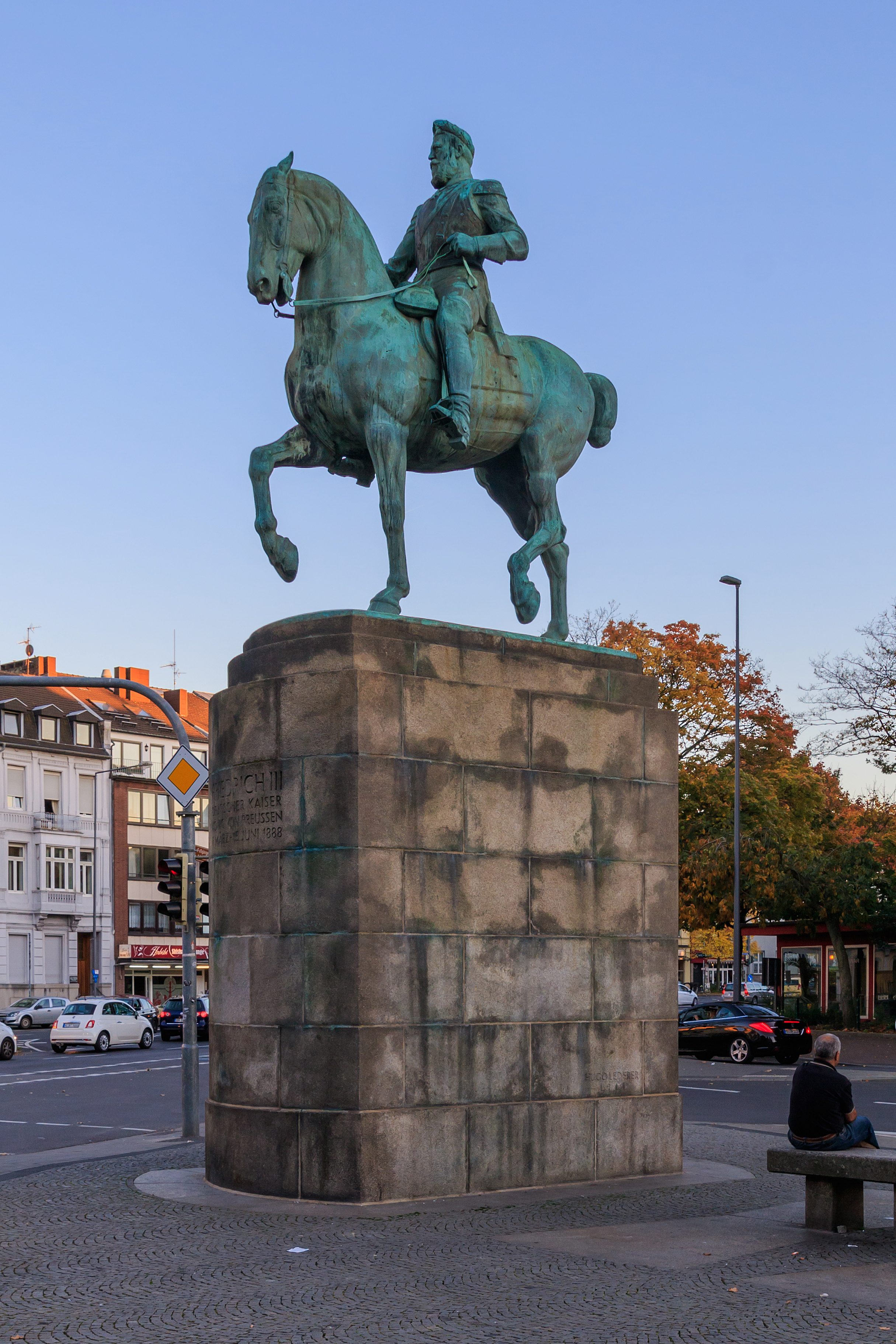

Das Kaiser-Friedrich-Denkmal in Aachen steht auf dem Kaiserplatz. Das 1911 errichtete Denkmal in Form eines Reiterstandbilds ist dem deutschen Kaiser Friedrich III. gewidmet, der auch als 99-Tage-Kaiser bekannt ist. 

## Geschichte
Der ursprünglich als Adalbertrundplatz bezeichnete Platz wurde bereits 1879 in Kaiserplatz umbenannt.
Das Kaiser-Friedrich-Denkmal wurde von dem Berliner Bildhauer Hugo Lederer geschaffen und am 18. Oktober 1911 durch Kaiser Wilhelm II. eingeweiht. Auf einer Seite des Denkmalsockels war eine Widmungsinschrift angebracht: Dem vielgeliebten Kaiser die Bürger der Stadt Aachen. In die Umfassung des Denkmals waren zwei steinerne Löwen integriert.
Das Denkmal überstand mitsamt den beiden Löwen den Zweiten Weltkrieg, allerdings wurde der Sockel stark beschädigt. Ende der 1950er Jahre wurden Teile der alten seitlichen Sockelwände im Kennedypark deponiert und erst im Jahr 1960 erhielt das Reiterstandbild einen neuen Sockel. 

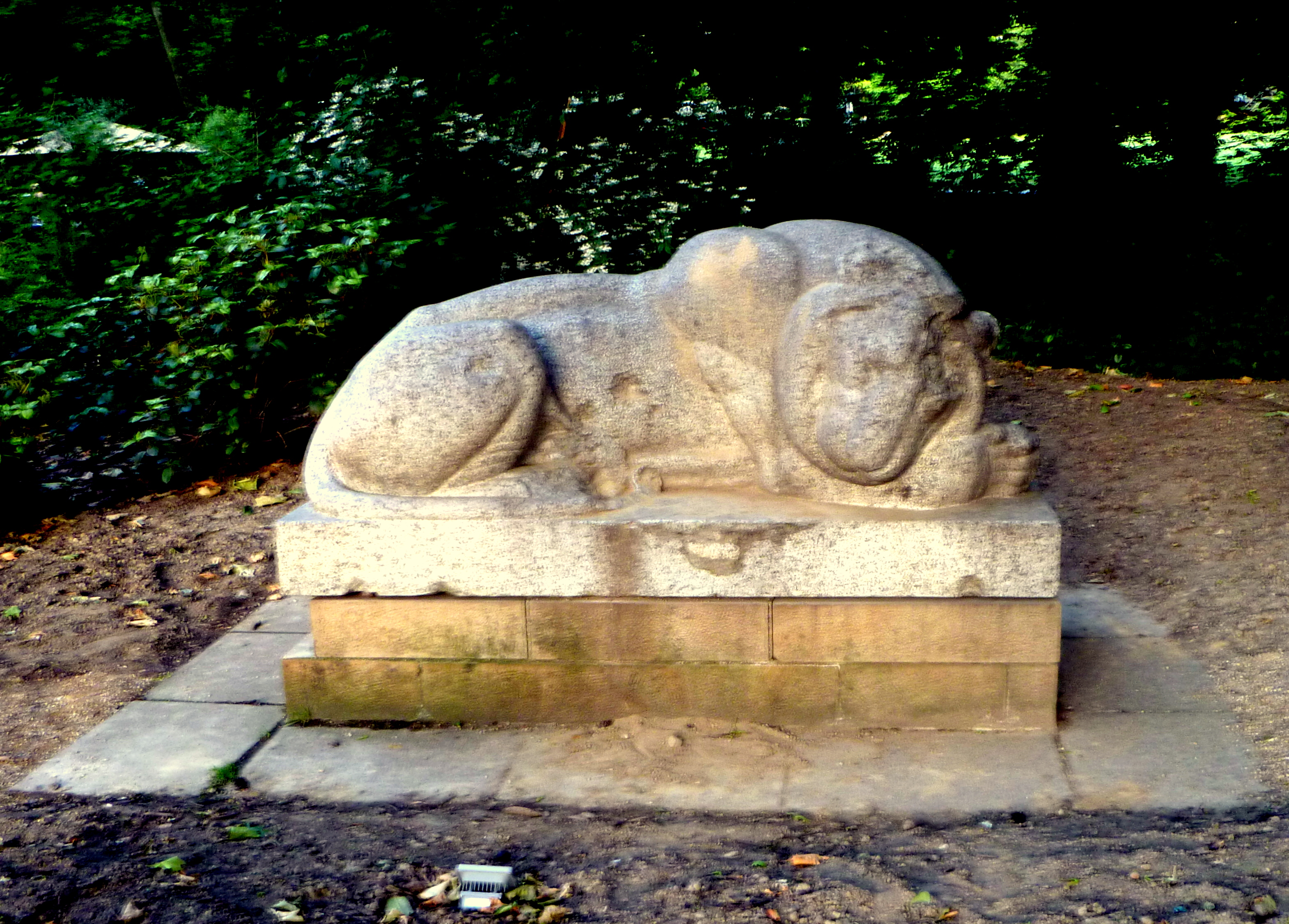
Translozierter Löwe vom Kaiser-Friedrich-Denkmal im Ferberpark

Zugleich wurde einer der beiden Löwenfiguren in den Ferberpark nach Burtscheid transloziert.
Im Zuge der Baumaßnahmen für das Aquis Plaza musste das Reiterstandbild am 10. Juni 2013 aus Sicherheitsgründen vorübergehend entfernt werden. Da zugleich die dreieckige Insel am Kaiserplatz verkleinert wurde, errichtete man einen um 7 m zum alten Standort versetzten neuen Sockel, auf den am 21. August 2013 das Denkmal wieder aufgesetzt wurde. 

## Aufbau
Die Reiterstandbild besteht aus Bronze und ist viereinhalb Meter hoch. Durch das Gewicht hält sich die Figur selber auf dem Sockel, nur eine Steinplatte verbindet sie mit diesem. Vormals war sie mit Eisenankern unter den Hufen des Pferds mit dem Sockel verankert.